# Отта (річка)
Отта (норв. Otta) — річка в Норвегії, яка протікає через фюльке Оппланн. Свій початок річка бере в комуні Шок і простягається на 150 км, через комуни Лом, Вого і Сель, та впадає до озера Вагавант. Площа басейну 3948 км².
Річка є популярним місцем для рафтингу. Сезон починається з середини травня і триває до кінця вересня.

## Галерея

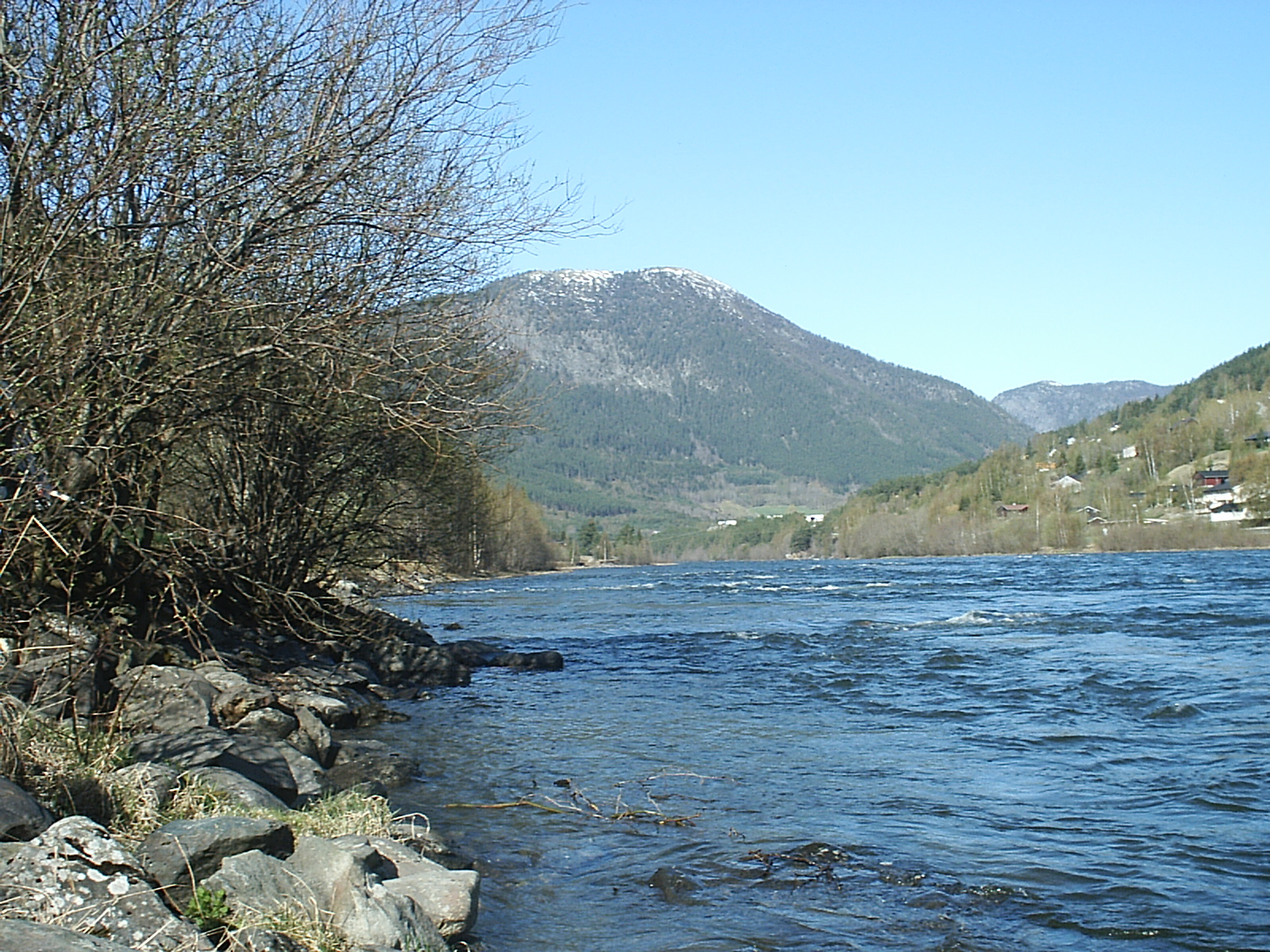
Річка Отта
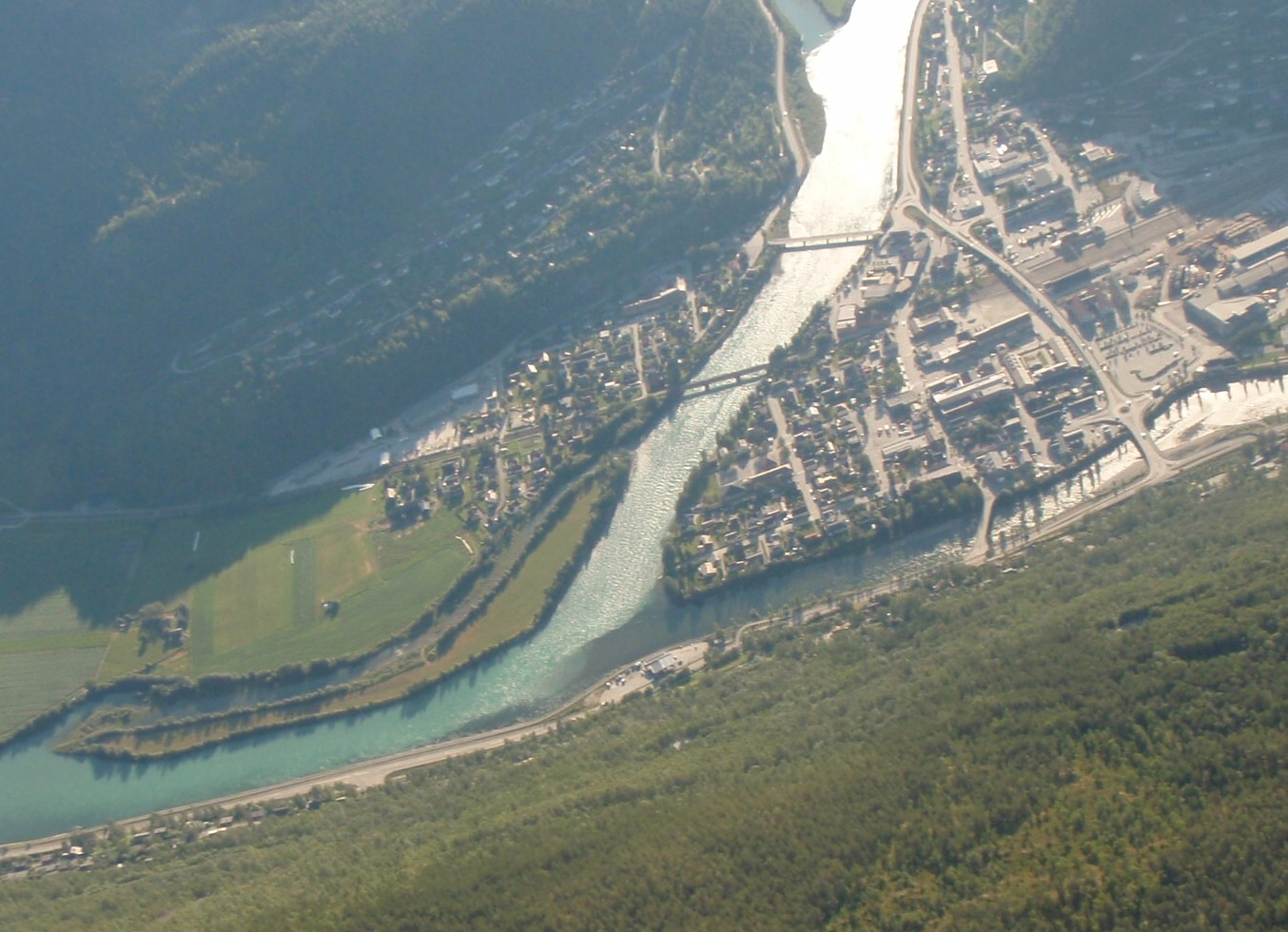
Річки біля однойменного міста
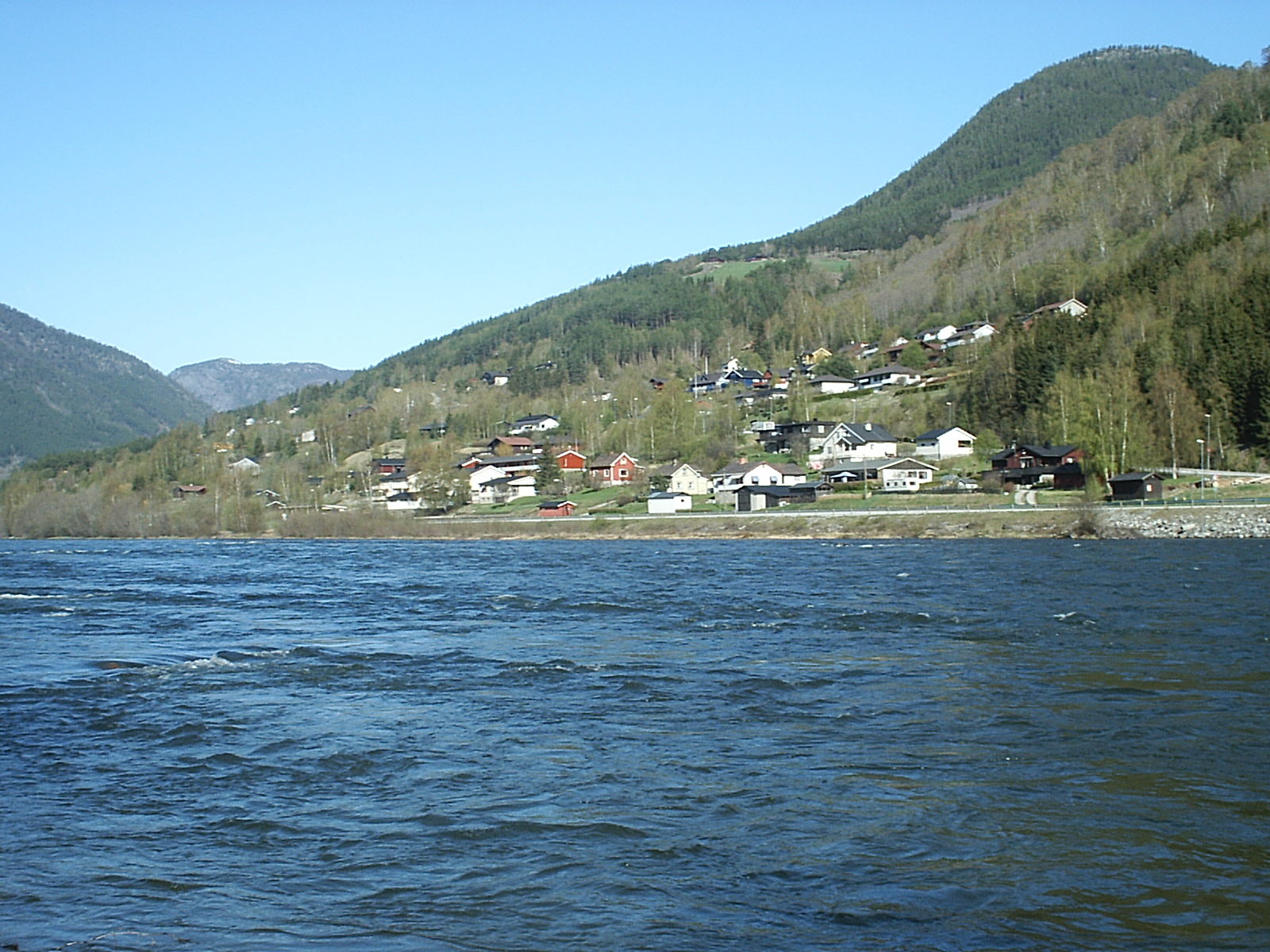
Вид на річку